# 1168 en santé et médecine
| Années de la santé et de la médecine : 1165 - 1166 - 1167 - 1168 - 1169 - 1170 - 1171    |
| Décennies de la santé et de la médecine : 1130 - 1140 - 1150 - 1160 - 1170 - 1180 - 1190 |

Cet article présente les faits marquants de l'année 1168 en santé et médecine.

## Fondations
- Fondation par Helle Destailleurs, bourgeoise de Lille, de l'hôpital Saint-Niçaise, « pour recevoir des malades des deux sexes et des femmes en couches » et qui sera intégré à l'hôpital général vers le milieu du XVIIIe siècle[1].
- « Un hôpital dit « de las Treilles », appelé aussi « Portes Vermelhas », est mentionné » à Saint-Antonin, en Rouergue[2].
- Les Hospitaliers possèdent une maison hôpital à La Landelle, dans le Vexin[3].

## Événements
- Guillaume IV, comte de Nevers, mourant de la peste à Ptolémaïde, lègue l'hôpital de Panthénor et ses dépendances au diocèse de Bethléem en Palestine[4].
- 1167 ou 1168 : Raoul II, comte de Vermandois, meurt lépreux[5].

## Personnalités
- Fl. Jean et Laurent, « médecin[s] témoin[s], à Chartres, de la confirmation par Thibaut V, comte de Chartres, d'une donation faite par Foulques de Marolles à la léproserie du Grand-Beaulieu[6] ».
- Fl. Julien, médecin cité dans une charte d'Aicard, évêque de Chalon[7].

## Naissances
- Vers 1168 ou vers 1175 : Robert Grossetête (mort en 1253), théologien  et auteur de traités scientifiques dans lesquels, en médecine, il a employé « la méthode de résolution et composition, appliquée à l'étude du processus d'action des médicaments », dans le cas, par exemple, de la scammonée et de la bile[6].
- Vers 1168 : Jean de Saint-Alban (mort après 1253 ?), nommé Premier médecin du roi de France Philippe Auguste en 1198[8].